# Yuto Sato
Yuto Sato (佐藤 勇人, Sato Yuto, Kasukabe, 12 maart 1982) is een Japans voormalig voetballer die als middenvelder speelde.

## Carrière
Yuto Sato speelde tussen 2000 en 2009 voor JEF United Chiba en Kyoto Sanga FC. Hij tekende in 2010 bij JEF United Chiba.

## Japans voetbalelftal
Yuto Sato debuteerde in 2006 in het Japans nationaal elftal en speelde 1 interland.

## Statistieken
| Japans voetbalelftal | Japans voetbalelftal | Japans voetbalelftal |
| Jaar                 | Wed.                 | Dlp.                 |
| -------------------- | -------------------- | -------------------- |
| 2006                 | 1                    | 0                    |
| Totaal               | 1                    | 0                    |